# Утрехтський корабель
Утрехтський корабель (нід. Utrechtse Schip) — вантажне судно X століття, знайдене під час розкопок у Ван Гоорнекаде в північному Утрехті, Нідерланди в 1930 році. Корабель демонструється в Центральному музеї в Утрехті, Нідерланди. Це найстаріший корабель, знайдений у Нідерландах.

## Відкриття

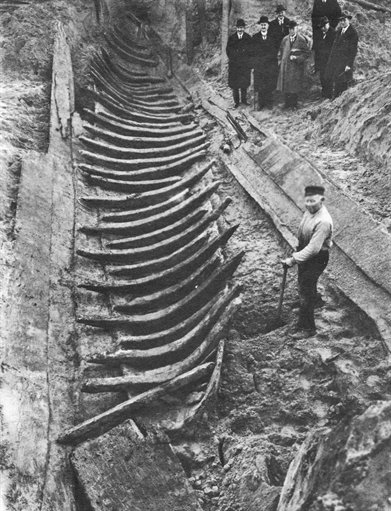
Відкриття корабля в 1930 році.

Залишки корабля були знайдені 3 грудня 1930 року під час розкопок у Ван Гоорнекаде в Північному Утрехті, Нідерланди. Після відкриття судна спочатку вважалось, що уламки належить римському кораблю, але після використання наприкінці 1950-х років дендрохронологічних методів датування, було встановлено, що корабель був набагато молодшим і був збудований між 1000 і 1025 роками нашої ери.
Директор Центрального музею Утрехта д-р. В. Шуленбург вирішив зберегти корабель шляхом його консервації і доставив залишки до музею за допомогою спеціально побудованої залізничної колії та на паромі через річку Вехт. Корабель розмістили в підвалі музею, для чого довелося знести частину зовнішніх стін будівлі, щоб перемістити корабель всередину.
Після первинного обстеження дослідниками з усього світу, доктор. Шуленбург вирішив законсервувати залишки корабля, обробивши уламки сумішшю карболінеуму та лляної олії, різкий запах якої все ще відчувається від корабля. Суднобудівна компанія реконструювала судно після його обробки.

## Опис

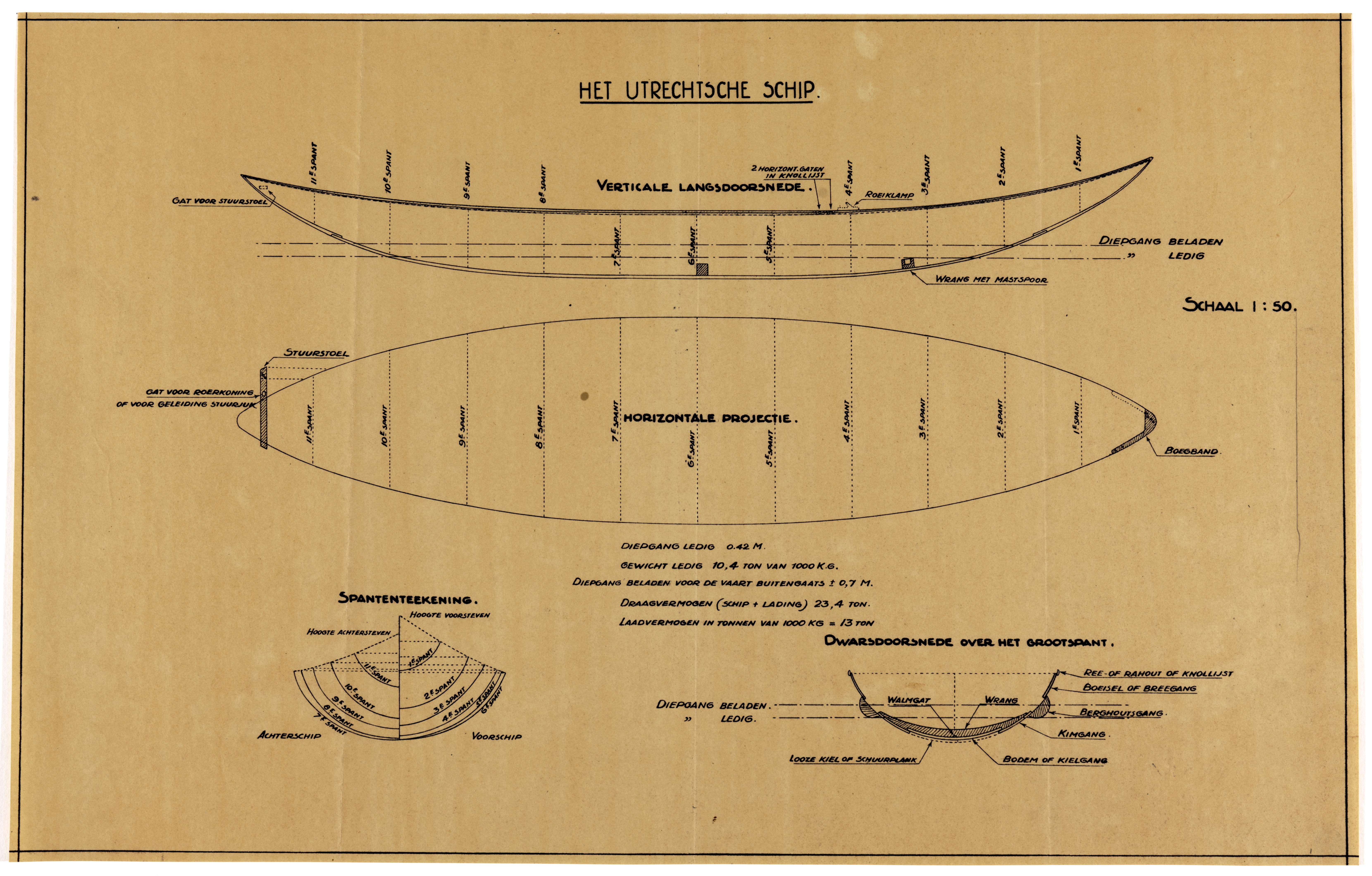
Креслення макета судна.

Утрехтський корабель був побудований між 1000 і 1025 роками нашої ери в Нідерландах. З єдиного стовбура місцевого дуба було видовбане днище та нижня частина корабля довжиною понад 17 метрів. Згодом до довбанки було додано декілька ліній обшивки з окремих дошок і балки для підтримки форми корпусу. Корабель мав 18 метрів завдовжки та 4 метри завширшки, при осадці 0,7 метрів. Він приводився в рух за допомогою весел та вітрила та міг перевозити близько 13 тонн вантажу.
Судно, швидше за все, було сконструйовано як торговий корабель та плавало по Рейну від Утрехта до багатих міст вверх по річці в Німеччині. Міцне днище, виготовлене з єдиного стовбура, робило його надійним засобом для плавання над небезпечними скелями на Рейні, такими, як скелі Лореляй. Ймовірно, Утрехт був портом приписки цього судна.

## Демонстрація

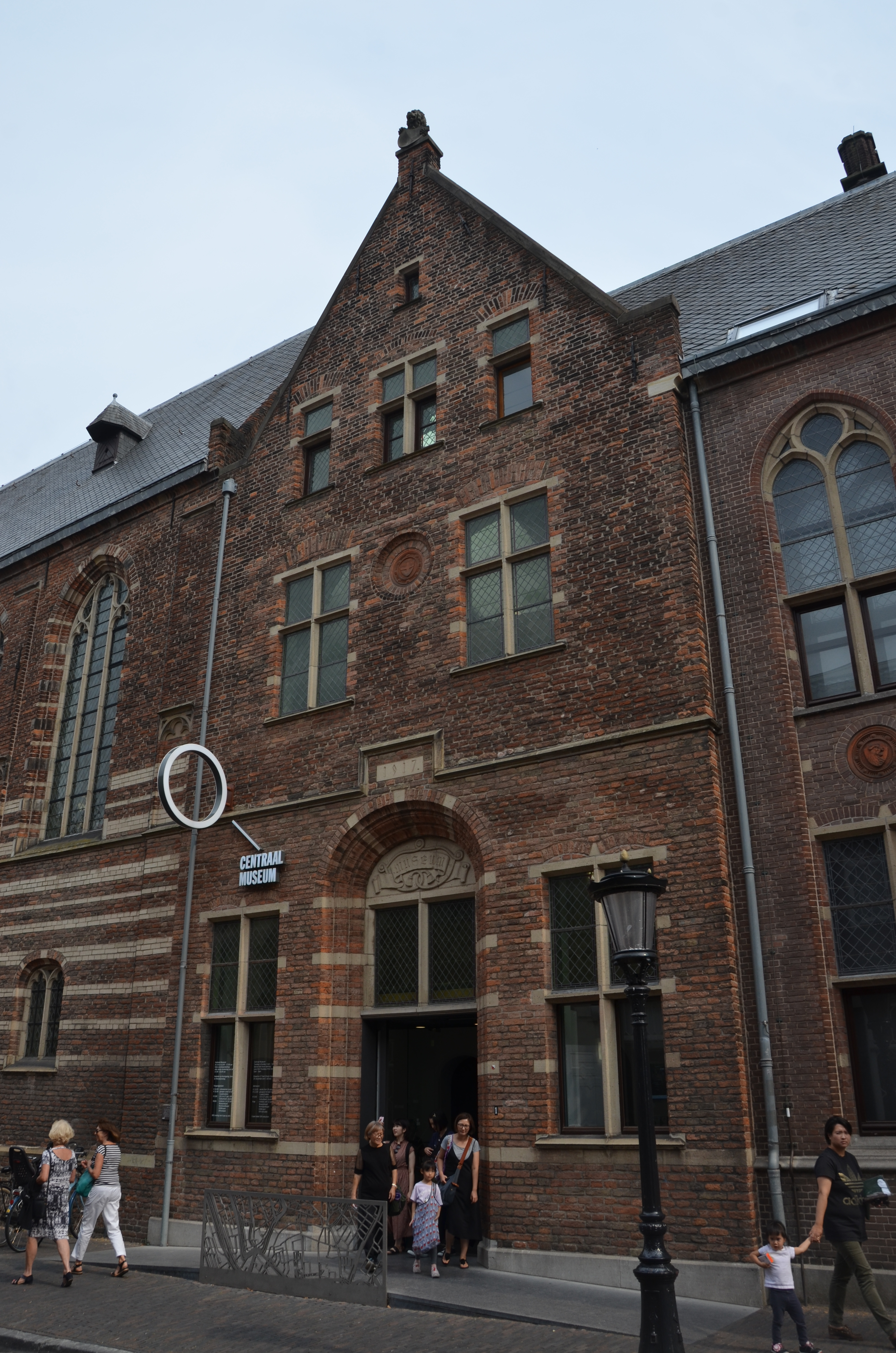
Центральний музей в Утрехті.

З 1936 року судно було виставлено для публічного огляду в експозиції Центрального музея Утрехта, Нідерланди.